# Julius Rieckher

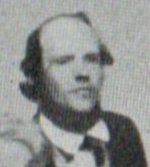
Julius Rieckher um 1855

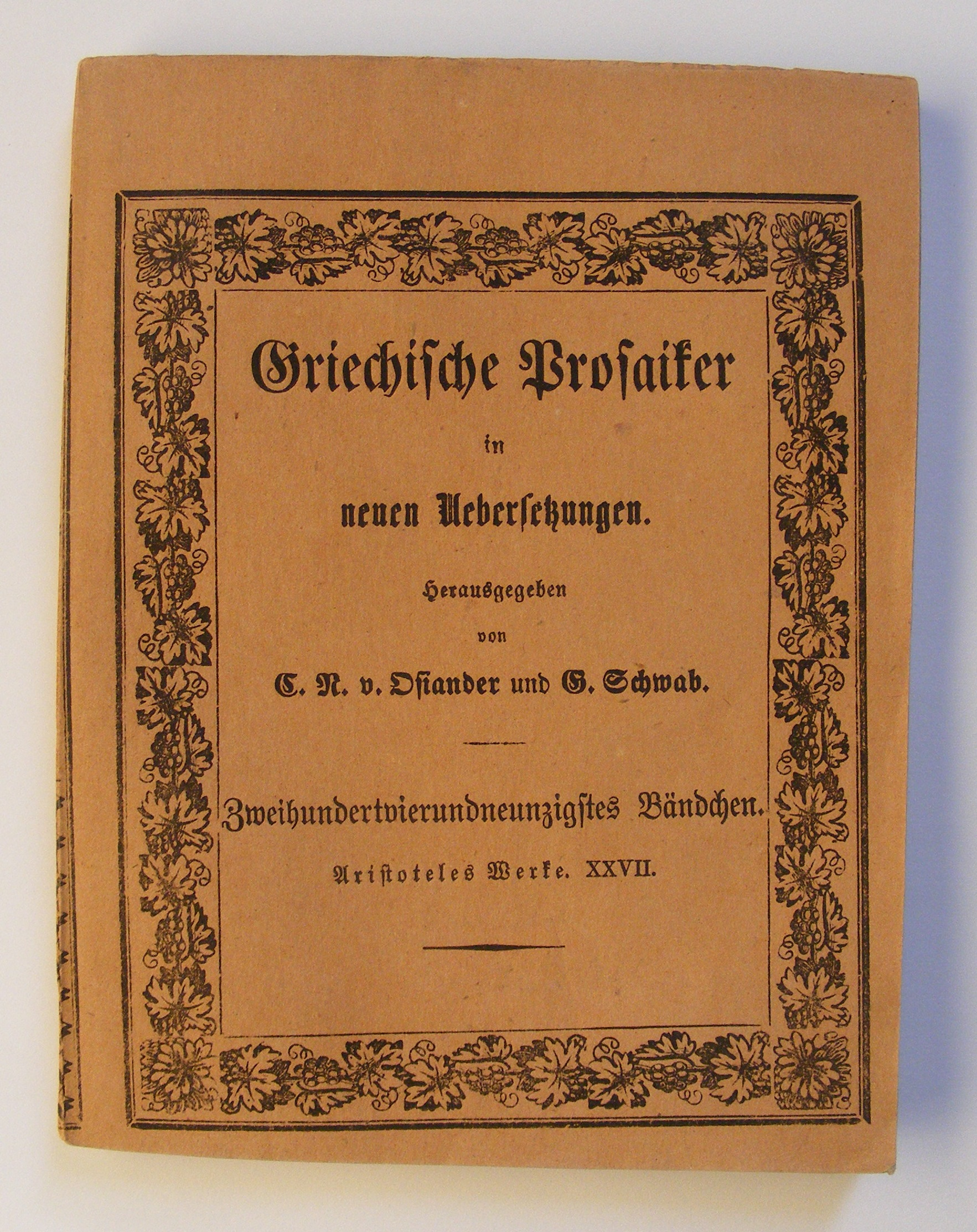
Ein Band der Griechischen Prosaiker in neuen Übersetzungen mit einem von Julius Rieckher übersetzten Werk des Aristoteles

Julius Rieckher (* 7. Juli 1819 in Stuttgart; † 14. Juli 1878 in Heilbronn) war ein deutscher Altphilologe und Schulleiter.

## Leben
Julius Rieckher absolvierte die unteren und mittleren Klassen des Gymnasiums in seiner Geburtsstadt Stuttgart und wechselte 1833 an das  evangelische Seminar Blaubeuren. Von 1837 bis 1847 studierte er in Tübingen Theologie und Philologie. Gegen Ende seiner Studienzeit gewann er einen Wettbewerb; die Preisaufgabe, die ausgeschrieben worden war, bezog sich auf Jesaja. Nach dem Studium war Rieckher ein halbes Jahr lang Pfarrvikar auf der Schwäbischen Alb und absolvierte Bildungsreisen nach Paris und Rom. Danach wurde er Repetent am niederen theologischen Seminar in Maulbronn. In dieser Position verblieb er fünf Jahre lang und befasste sich vor allem mit der griechischen Sprache. Zusammen mit Ephorus Wilhelm Bäumlein und Karl Holzer bearbeitete Rieckher ein Werk zu griechischen Repetitionsübungen, die Themata. Ferner arbeitete er bis zu seinem Lebensende an Gustav Eduard Benselers griechischem Lexikon. Aus Gründen der vergleichenden Sprachwissenschaft widmete sich Rieckher außerdem dem Sanskrit. Eine besondere Liebhaberei galt außerdem der Mathematik. In einem Nachruf auf Rieckher erklärte ein Kollege, „daß er ganz für sich allein im Stande gewesen wäre, ein ganzes Gymnasium in allen Fächern durch alle Klassen hindurch vorzüglich zu unterrichten.“ Seine Dissertation verfasste Rieckher 1852 Über das Participium des griechischen Aorists. I-II.
1853 wurde Rieckher Professor am Heilbronner Karlsgymnasium.
Im Frühjahr 1871 wurde Rieckher die Leitung dieser Schule und der Heilbronner Realanstalt übertragen. Rieckher war viele Jahre lang an den Zentralprüfungen des Landes beteiligt und Mitglied der Kommission für Präzeptorats- und Professoratsprüfungen. Als Lehrer, so der Nekrolog, sei er äußerst begeisterungsfähig und bei den besseren Schülern auch sehr beliebt gewesen, habe aber die „Trägen und Zerstreuten“ oft scharf angefahren und sei überhaupt ein Vertreter des kategorischen Imperativs gewesen. Gegenüber dem Lehrerkollegium habe er sich human verhalten und eine „wahrhaft noble Gesinnung“ bewiesen, zumindest solange er „Treue und Gewissenhaftigkeit im Amte“ bei den Lehrern wahrgenommen habe.
Gustav von Schmoller schrieb in seinen Jugenderinnerungen, dem Unterricht bei Rieckher und dem seit 1854 als Schulleiter des Heilbronner Gymnasiums fungierenden Wilhelm Bernhard Mönnich verdanke er es wesentlich, dass er seine Gymnasialzeit „nicht als eine verlorene bezeichnen“ müsse.
Rieckher ist die erste gedruckte vollständige deutsche Übersetzung der Metaphysik des Aristoteles zu verdanken. Sie erschien 1860 in Stuttgart.

## Publikationen (Auswahl)
- Xenophon’s hellenische Geschichte. Stuttgart 1857
- Aristoteles: Metaphysik. Stuttgart 1860
- Die zweisprachige Stuttgarter Homerhandschrift, ihre Varianten zur Odyssee, nebst den Lesarten der Übersetzung des Manuel Chrysoloras. Heilbronn 1864 (Digitalisat)
- Über den Unterschied des antiken, besonders des griechischen und des modernen Theaters. Heilbronn 1871